# Aeroportul Internațional Jayprakash Narayan
Aeroportul Internațional Jayprakash Narayan (IATA: PAT, ICAO: VEPT) este un aeroport din Bihar, India ce deservește zona Patna. Aeroportul a fost tranzitat în decembrie 2022 de 311.104 pasageri.
Situat la o altitudine de 52 m, aeroportul dispune de o singură pistă. Este operat de Airports Authority of India⁠(d).